# Folkston
Folkston – miasto w Stanach Zjednoczonych, w stanie Georgia, siedziba administracyjna hrabstwa Charlton.